# Mal Graham
Robert Malcolm « Mal » Graham, né le 23 février 1945, est un ancien joueur américain de basket-ball. Il évolue durant sa carrière au poste de meneur.

## Palmarès
- Champion NBA en 1968 et 1969 avec les Celtics de Boston